# Dario Andriotto
Dario Andriotto (ur. 25 października 1972 w Busto Arsizio) – włoski kolarz szosowy, mistrz świata.

## Kariera
Największy sukces w karierze Dario Andriotto osiągnął w 1994 roku, kiedy wspólnie z Gianfranco Contrim, Luką Colombo i Cristianem Salvato zdobył złoty medal w drużynowej jeździe na czas podczas mistrzostw świata w Agrigento. Był to jednak jedyny medal wywalczony przez niego na międzynarodowej imprezie tej rangi. Dwukrotnie zdobywał medale mistrzostw kraju, ale nigdy nie wygrał. Ponadto w 1990 roku wygrał włoski GP Inda - Trofeo Aras Frattini, La Ciociarissima w 1992 roku, Grand Prix Europy w latach 1995, 1997 i 2000, a w 1997 roku wygrał jeden etap Tour de Pologne. Wielokrotnie startował w Giro d'Italia, najlepszy wynik osiągając w 2004 roku, kiedy zajął 54. miejsce w klasyfikacji generalnej. Ponadto w 2003 roku zajął 144. miejsce w Tour de France oraz 103. pozycję w Vuelta a España. Nigdy nie wystąpił na igrzyskach olimpijskich. W 2010 roku zakończył karierę.